# Mariánský sloup v Třeboni
Sloup Neposkvrněné Rodičky Boží Panny Marie je dílo českobudějovického sochaře Leopolda Huebera. Nachází se na Masarykově náměstí v Třeboni vedle Jordanovy kašny. Sloup je nemovitá kulturní památka ČR.

## Historie
Mariánský sloup byl vybudován v letech 1780 až 1781 na základě závěti třeboňských měšťanů Alžběty a Jana Pilsových. Jeho autorem je českobudějovický sochař Leopold Hueber (uváděn též jako Leopold Huber, asi 1702–1800). Kamenické práce provedl rakouský kameník Johann Hueber. Kámen (vápenec) na výstavbu sloupu byl přivezen z rakouského Eggenburgu.
Socha Panny Marie byla umístěna na sloup v prosinci 1780. Sloup byl slavnostně vysvěcen 5. června 1781 posledním opatem třeboňského kláštera Augustinem Markem z Bavorova. Při této příležitosti bylo na hrázi rybníka Svět vypáleno „66 salv z tuplháků“.
Roku 1822 byla socha opravena nákladem obce. Další opravu provedl roku 1894 jindřichohradecký sochař František Russ. Roku 1958 byl Mariánský sloup v Třeboni prohlášen nemovitou kulturní památkou. Zatím poslední renovaci provedli v letech 2007 až 2008 akademičtí sochaři a restaurátoři Lukáš Hosnedl a Jan Korecký.

## Popis
Sloup je vybudován v barokním slohu s klasicistními prvky. Základem sloupu je masivní trojboký podstavec, na kterém jsou umístěny sochy sv. Josefa s Ježíškem, sv. Alžběty Durynské a zemského patrona sv. Vojtěcha.
Na čelní straně podstavce je latinský nápis s chronogramem. Na zbývajících stranách jsou umístěny dva reliéfy s výjevy ze života sv. Jana Nepomuckého a sv. Floriána. Ve spodní části sloupu je zazděna pamětní listina.
Vrchní část sloupu tvoří tříboký jehlan zdobeným plastikami andělů a zakončený korintskou hlavicí. Na ní je umístěna socha Panny Marie Immaculaty stojící na kouli představující svět.

#### Nápis s chronogramem
SVMtIbVs
IoannIs, PILs
et ELIsabethae
PILsIanæ
StatVa
fIerI DeCreta

parata fVIt
Nápis připomíná donátory Jana a Alžbětu Pilsovi a letopočet výstavby (V+M+I+V+I+I+I+L+L+I+I+L+I+V+I+I+D+C+V+I = 1780).

## Galerie

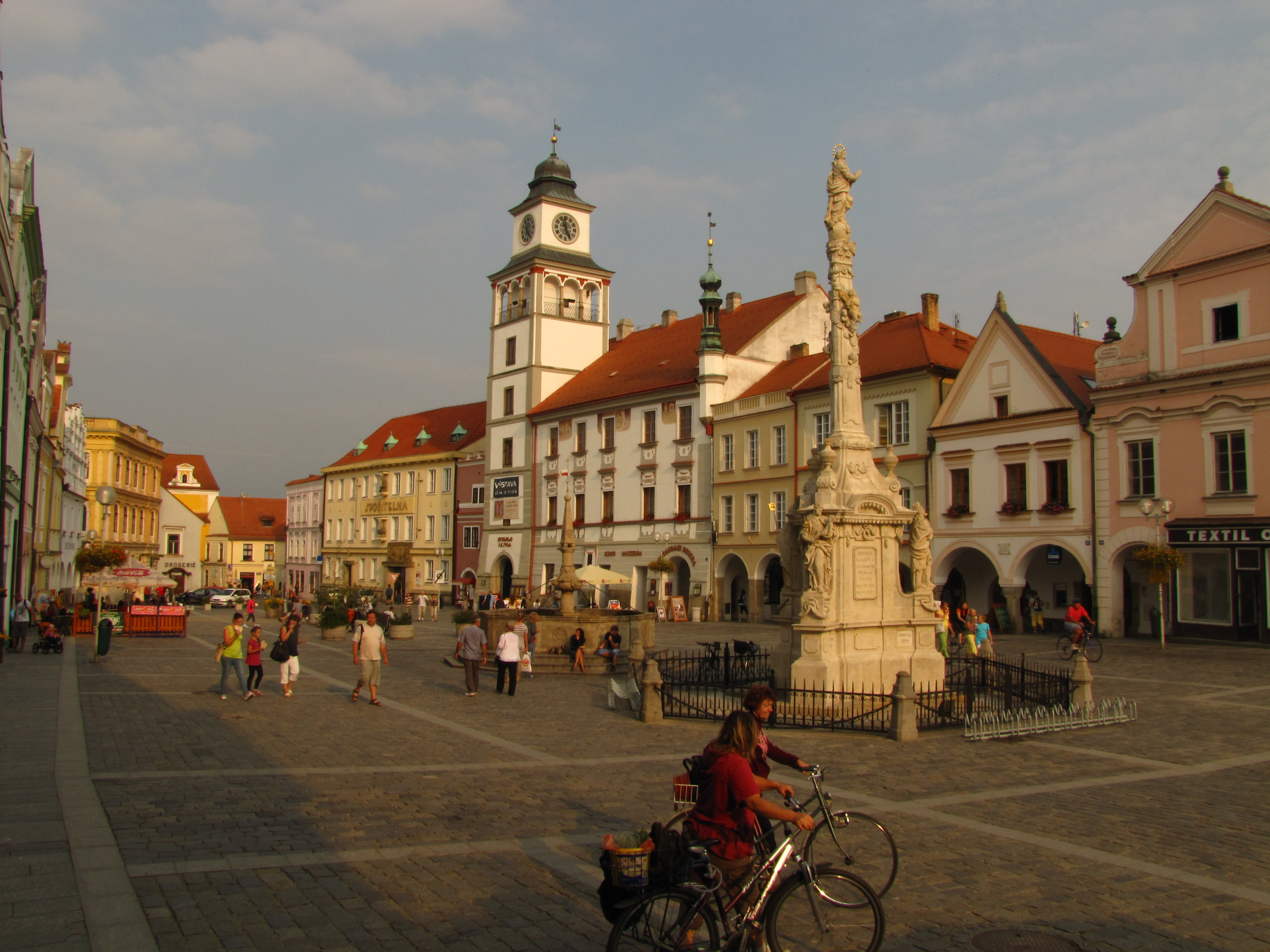
Mariánský sloup na náměstí v Třeboni
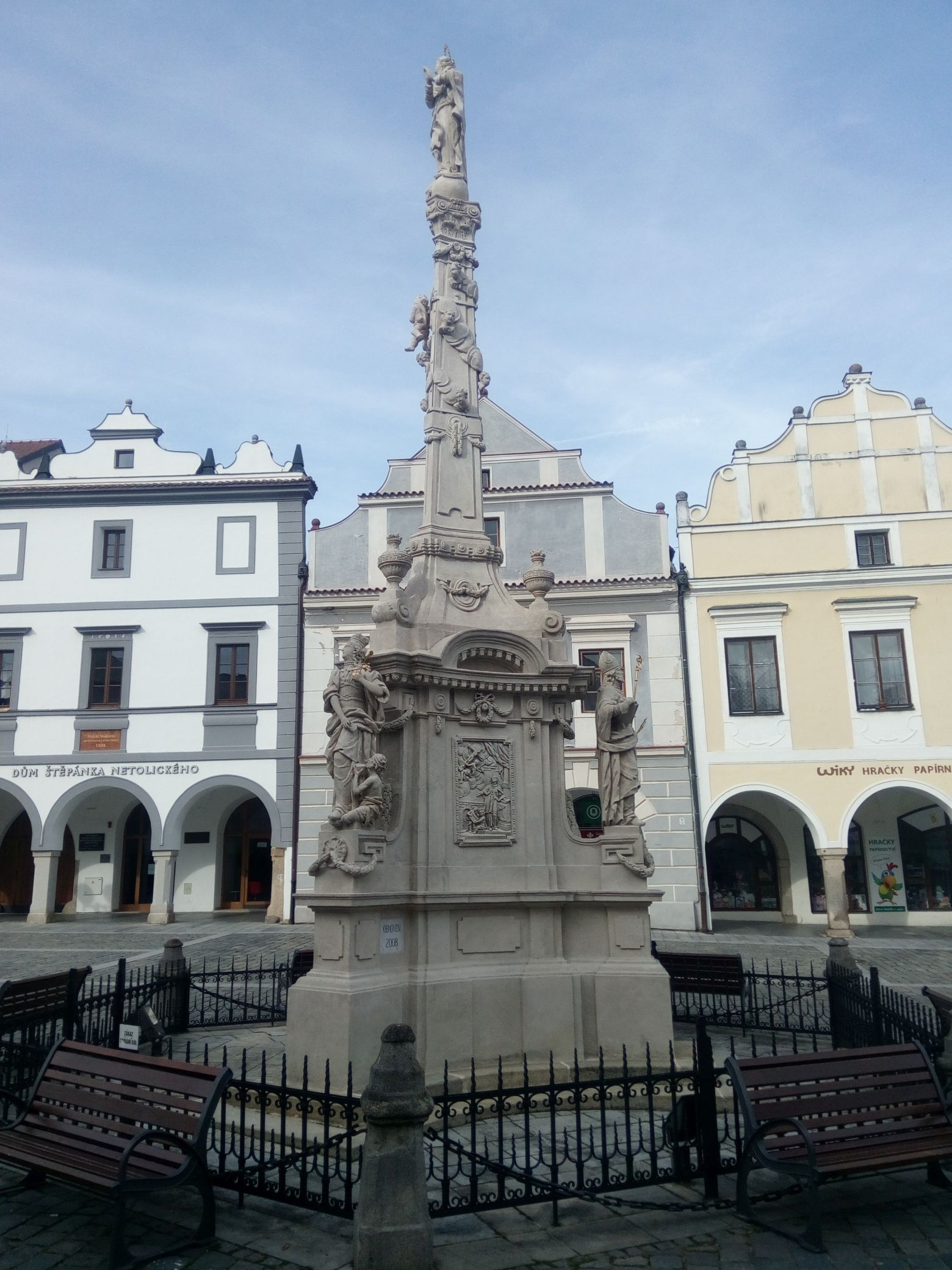
Mariánský sloup boční pohled
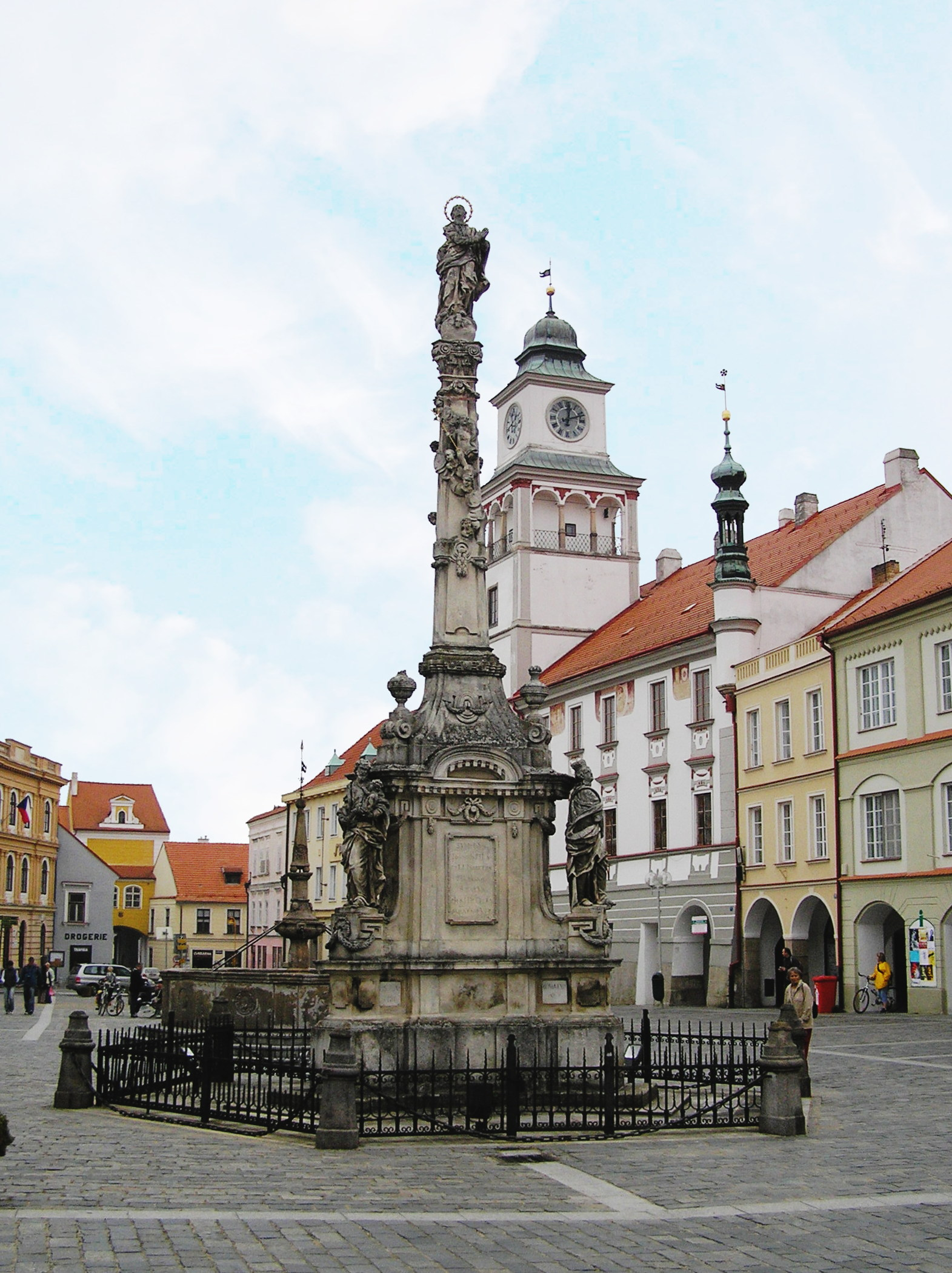
Mariánský sloup před renovací
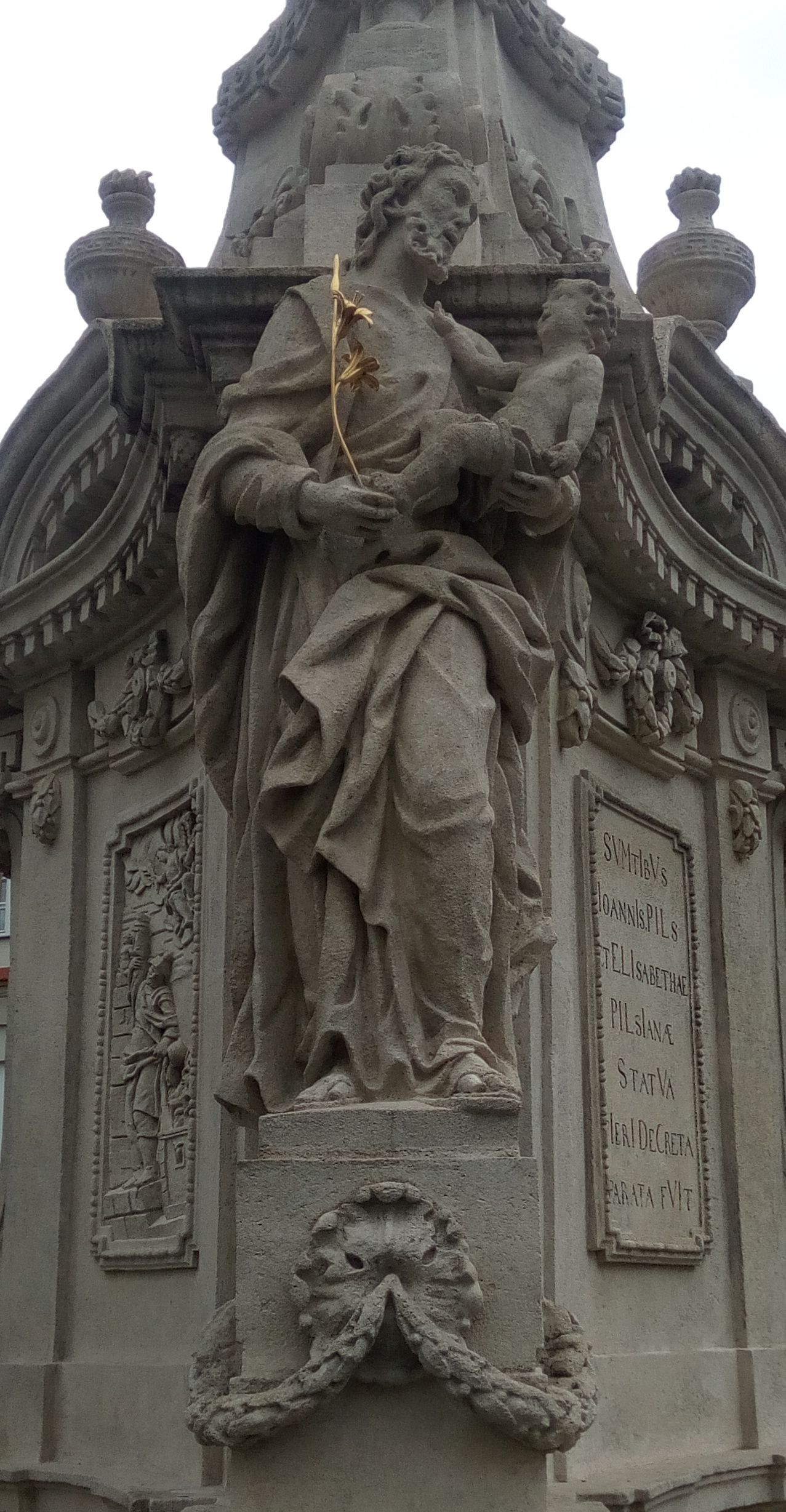
Socha sv. Josefa s Ježíškem
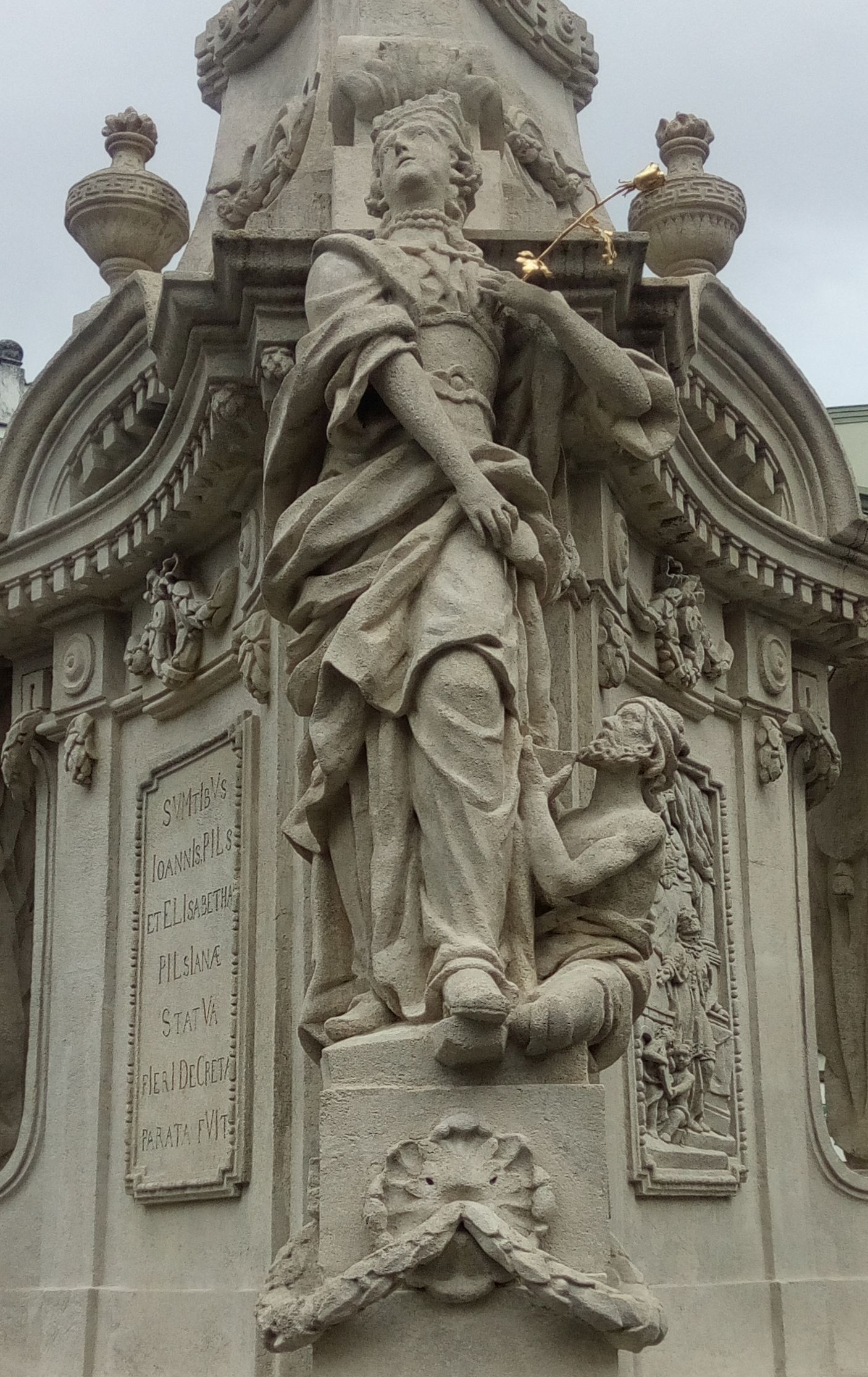
Socha sv. Alžběty Durynské se žebrákem
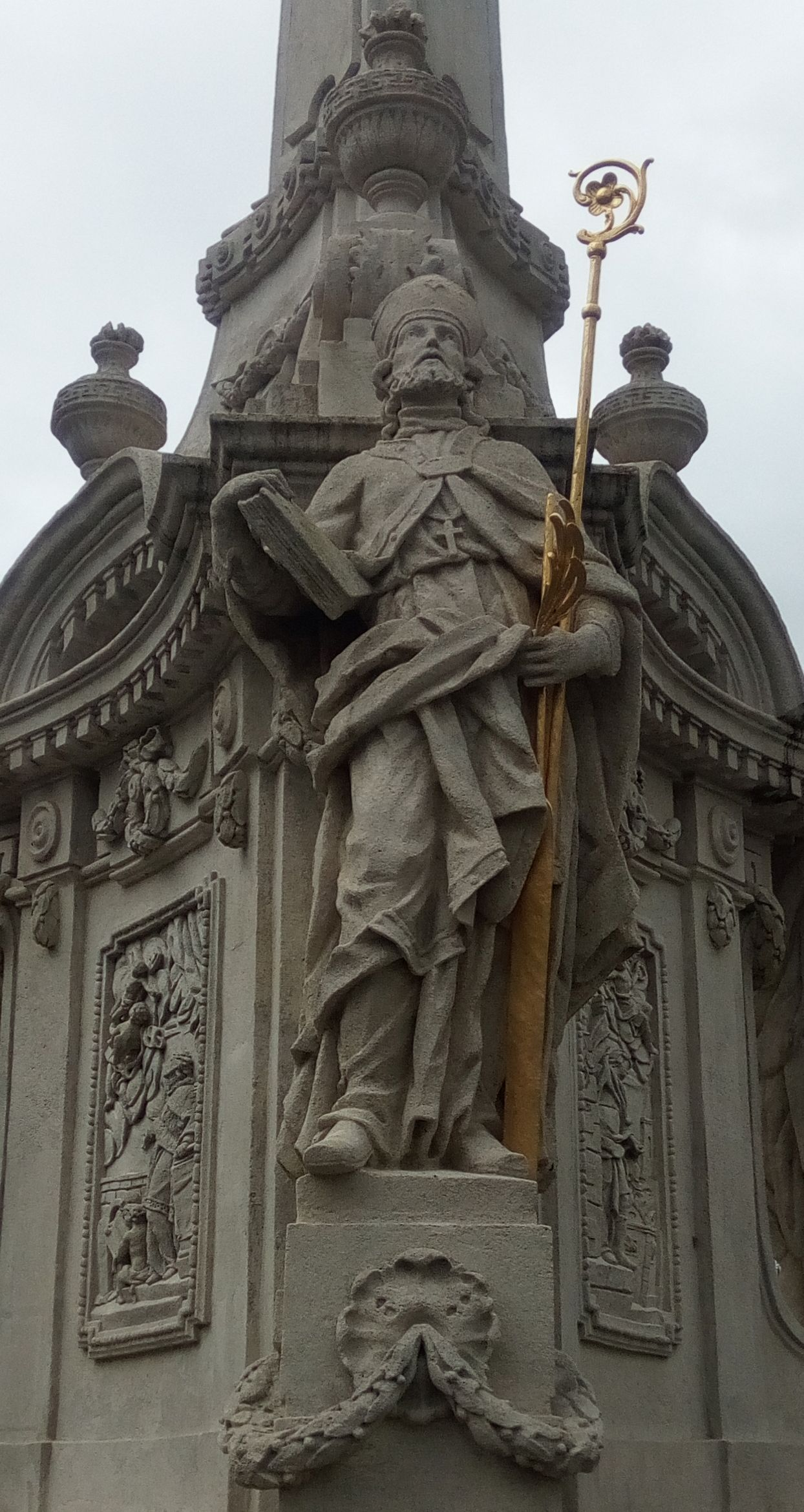
Socha sv. Vojtěcha
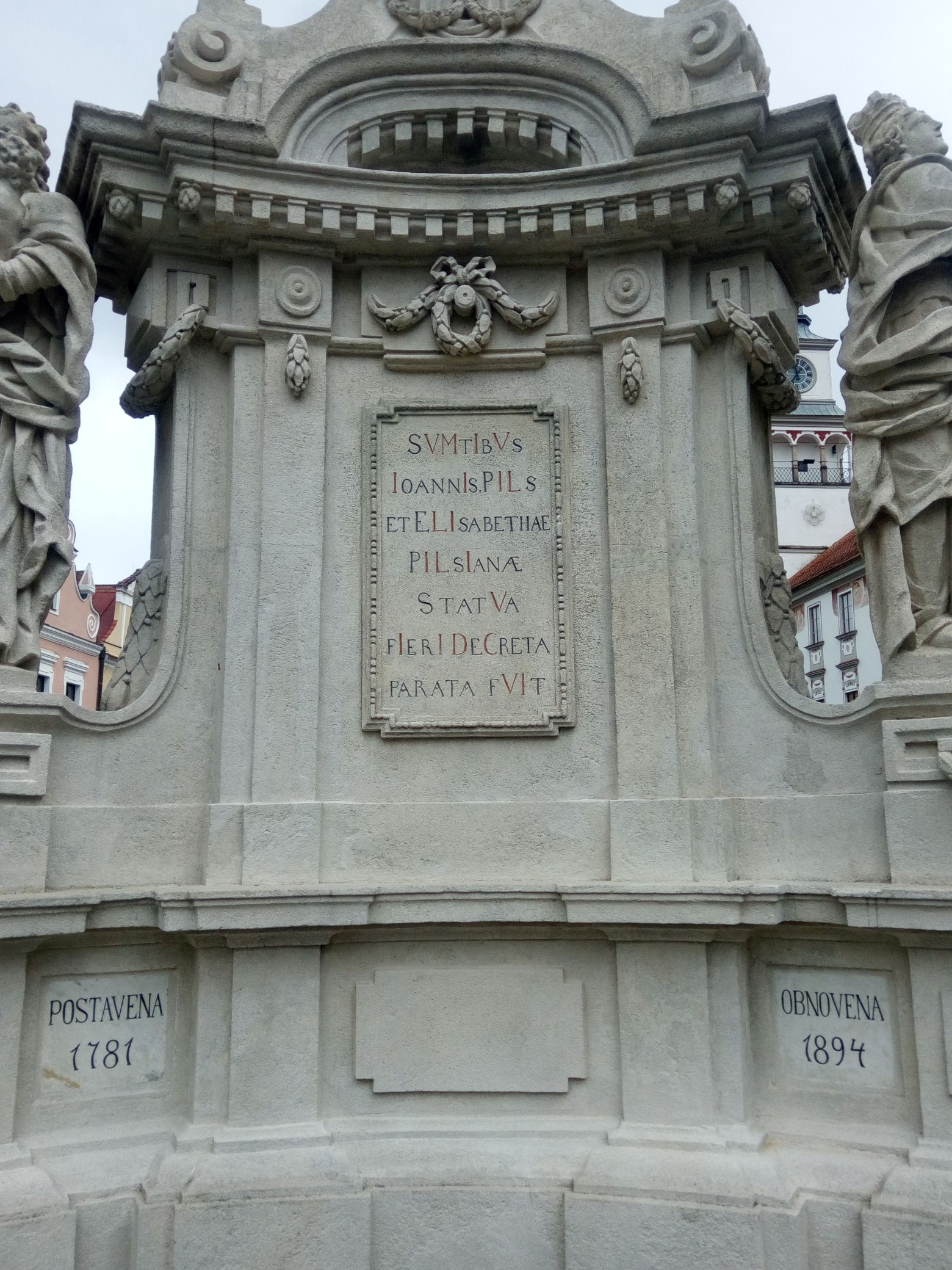
Čelní část podstavce s chronogramem
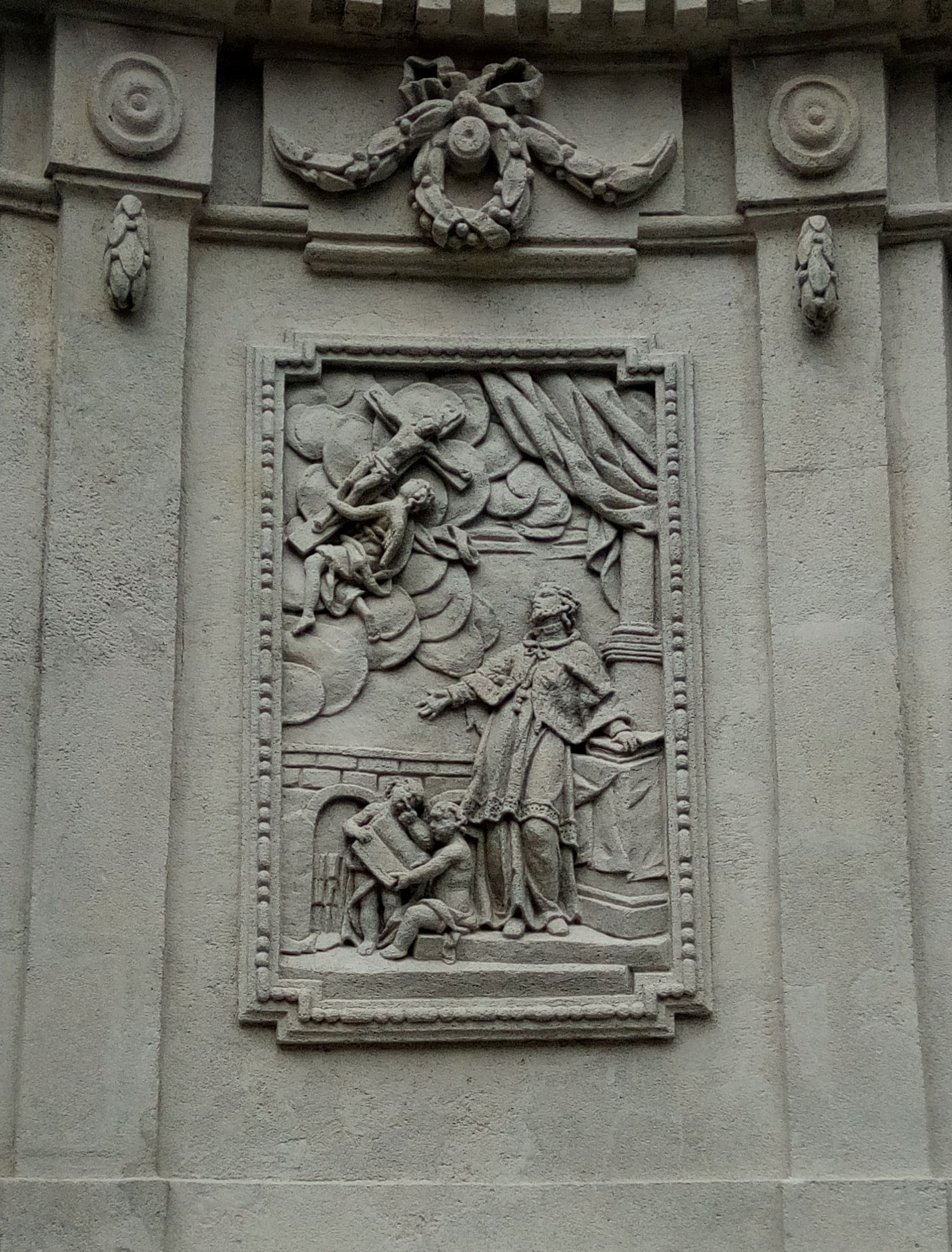
Reliéf se sv. Janem Nepomuckým
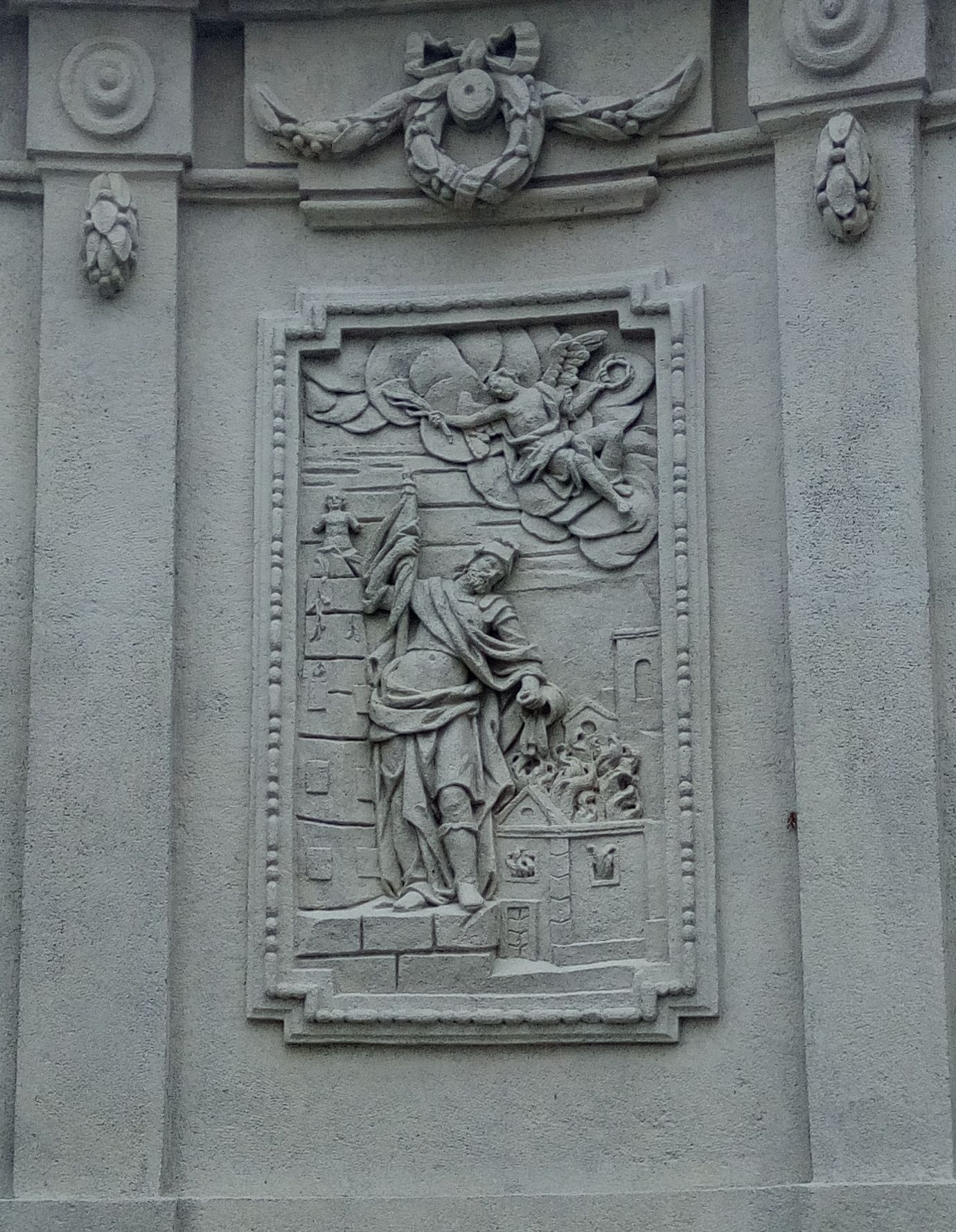
Reliéf se sv. Floriánem
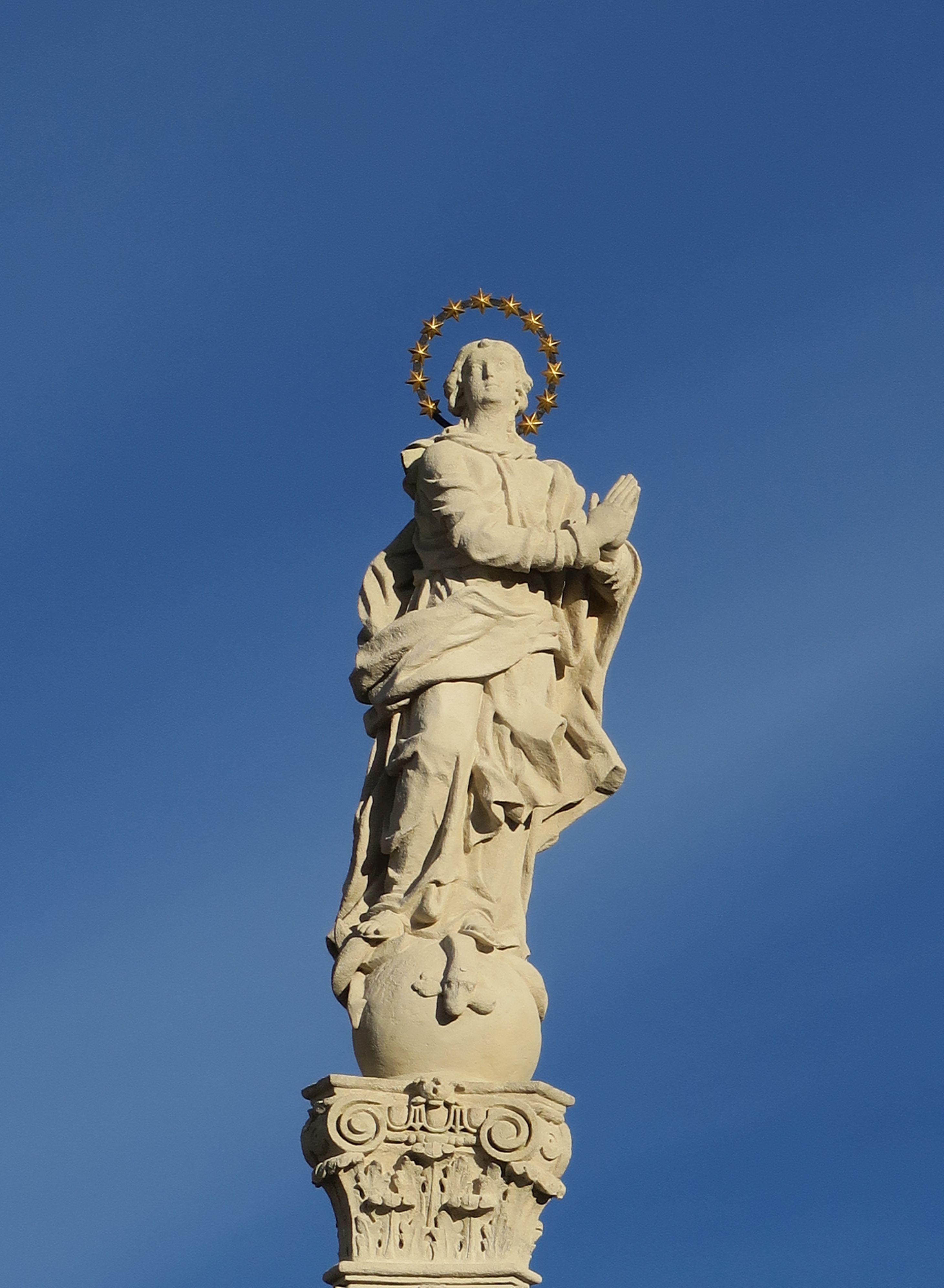
Vrcholová socha Panny Marie Immaculaty